# Éducation alternative
L'éducation alternative ou pédagogie alternative, également appelée pédagogie non traditionnelle, désigne toutes les approches pédagogiques se réclamant d'un courant pédagogique unique et qui diffèrent donc de la pédagogie dite « traditionnelle » basée sur un enseignement différencié. L'éducation alternative peut, par la suite et en fonction de ses résultats, venir enrichir la pédagogie traditionnelle qu'elle permet de faire évoluer ou au contraire disparaître par manque d'efficacité.

## Définition
La plupart des formes d'éducation alternative se caractérisent par les intentions ou les critères communs suivants :
- recentrer l'éducation sur l'apprenant, au lieu de la centrer sur les contenus ;
- rendre l'apprenant actif et le faire participer à l'élaboration de ses apprentissages (on parle de pédagogie participative et, chez Freinet, de tâtonnement expérimental[1]) ;
- favoriser l'autonomie. Maria Montessori définit cette pratique par la formule : « aide-moi à faire seul » ;
- développer la créativité et l'esprit artistique ;
- développer la confiance en soi et l'esprit d'initiative (pédagogie de contrat) ;
- renoncer à la compétition, aux notes, aux classements ;
- s'adapter à la forme d'intelligence particulière et aux rythmes de chaque apprenant (pédagogie différenciée).

## Typologie
Parmi les grands mouvements de pédagogie alternative, on distingue notamment :
- la pédagogie Montessori fédérée en France par l'Association Montessori de France (AMF)[2]
- la pédagogie Freinet (Mouvement Freinet ICEM)[3]
- la pédagogie Steiner-Waldorf[4]
- la pédagogie Decroly

## Application
En dehors de la pédagogie Freinet et de certaines écoles publiques expérimentales, cette forme d'éducation est rarement mise en œuvre de manière exclusive dans l'enseignement public. Ce dernier fait généralement en effet appel à différentes formes de pédagogies selon les besoins des élèves ou les notions abordées et l'utilisation d'une forme de pédagogie unique est de ce fait très rare. Les classes se réclamant de pédagogies alternatives se rencontrent donc surtout dans des établissements d'enseignement privés. La revendication d'une pédagogie alternative se retrouve également dans le cadre de l'instruction en famille (homeschooling ou nonschooling).
D'un point de vue moins systématique, après la première guerre mondiale et surtout à la suite du mouvement revendicatif progressiste des années 1968, de nombreux projets alternatifs voient le jour dans le domaine de l'éducation, destinés tant aux élèves normaux qu'aux élèves difficiles ou perturbés. Les lois françaises, en particulier, qui laissent l'initiative des moyens d'enseignement aux familles tout en maintenant l'obligation d'éducation, permettent l'existence de ces diverses expériences plus ou moins pérennes, certaines n'étant pas exemptes de dérives ou d'échec. Ainsi se créent des associations exploitant de multiples contextes nouveaux proposés aux parents qui veulent sortir de l'école traditionnelle tels que l'École expérimentale de Bonneuil-sur-Marne de Maud Mannoni, l'École Bonaventure, l'École en bateau, l'École de la Neuville. La plus célèbre, fondée en 1921, restant l'école anglaise Summerhill School qui a pu servir de modèle à beaucoup d'autres.

## Par pays

### France
En France, l'enseignement est presque exclusivement dominé par l'enseignement public et l'enseignement privé sous contrat, les deux étant liés à l'Éducation nationale. Dans ces deux formes d'établissements les enseignants sont recrutés par concours, rémunérés par l'État et la pédagogie différenciée est la norme. L'enseignement privé hors contrat reste marginal et la question des pédagogies alternatives fait débat : « le débat national sur l'école, la poursuite en justice des écoles Steiner accusées de fonctionnement sectaire, et la difficulté pour les écoles à pédagogie nouvelle en général de mener à bien un projet viable en raison de l'aspect stigmatisant du fait de proposer une alternative à l'éducation en France. Pourtant, les études scientifiques menées sur le devenir des anciens élèves des écoles à pédagogie nouvelle sont rares ».